# CrushCrushCrush
Pour les articles homonymes, voir Crush.
Singles de Paramore
Hallelujah That's What You Get
Pistes de Riot!
Miracle We are Broken
CrushCrushCrush est une chanson du groupe de punk rock américain, Paramore, figurant sur leur 2d album, Riot!.
Il s'agit du 6e single du groupe, et du 3e extrait de l'album Riot!. Celui-ci a été certfié disque d'or par la RIAA.
La chanson a été passée pendant la scène jouée dans un bar dans l'épisode 12 de la saison 5 de la série télévisée américaine NCIS : Enquêtes spéciales.

## Vidéo clip
Le clip vidéo représente le groupe en train de jouer dans un lieu désertique, seuls eux et plusieurs personnes, espionnant les membres du groupe en train de jouer CrushCrushCrush, sont présents. Ces gens, contrairement au groupe, se trouvent dans un lieu où sont posés des composants d'une maison (mais sans murs ni toit).
Aux alentours de la fin du clip, trois des espions viennent sur le lieu où le groupe joue, et se mettent à détruire tout leur équipement.
Une fois qu'ils ont terminé ce clip, réalisé par Shane Drake, se finit.